# رودز ۶۵۲۹
سیارک ۶۵۲۹ (به انگلیسی: 6529 Rhoads، نامگذاری:1993XR2) شش هزار و پانصد و بیست و نهمین سیارک کشف شده‌است که در ۱۴ دسامبر ۱۹۹۳ کشف شد.
قدر مطلق سیارک برابر ۱۳٫۳۰ است.